# Мішель Ле Телльє
Мішель Ле Телльє (фр. Michel Le Tellier; 19 квітня 1603 — 30 жовтня 1685) — французький державний діяч, реформатор армії.

## З біографії
Кардинал Мазаріні зробив його державним секретарем. Ле Телльє завжди залишався вірним своєму покровителю і дуже посприяв йому в приборканні фронди.
В 1677 Людовик XIV призначив його канцлером і хранителем печатки. Однією з найбільших його справ як канцлера було перетворення королівської армії в більш професійну, що допомогло усталенню абсолютизму Людовика XIV і посиленню домінування Франції в Європі.
На посаді канцлера Ле Телльє виказав смертельну ненависть до протестантів, значною мірою під його впливом Людовик XIV скасував нантський едикт. Він помер за кілька днів після підписання едикту Фонтенбло.
Мав двох синів, в тому числі Франсуа Мішеля, також воєнного міністра і державного діяча.